# Janez Svetina
Janez Svetina, slovenski prevajalec, pisatelj, popotnik in psiholog, * 26. december 1941, Rečica pri Bledu, † 28. junij 1991, Gornja Radgona.
Svetina je bil prva civilna žrtev slovenske osamosvojitvene vojne.
Takratna JLA pod poveljstvom polkovnika Berislava Popova je namreč v Gornji Radgoni, Radencih in Hrastju - Moti iz lahkega in težkega orožja napadla prebivalstvo in obstreljevala stanovanjske hiše, pri čemer je pod streli oklepnika JLA ob 11:38 omahnil in umrl Janez Svetina.
Franc Balantič, obveščevalec TO, je videl, kako je pod streli iz oklepnika JLA umrl Janez Svetina: "Odmaknil se je iz gruče, ki je opazovala napredovanje jugoslovanske kolone. Stopil je na ulico in dvignil fotoaparat, ko so ga pokosili rafali iz mitraljeza."